# Raßmannsdorf
Raßmannsdorf ist ein bewohnter Gemeindeteil der Gemeinde Rietz-Neuendorf im Landkreis Oder-Spree in Brandenburg.

## Geographische Lage
Der Ort liegt am nordöstlichen Rande der Beeskower Platte. Nördlich liegt der Rietz-Neuendorfer Ortsteil Neubrück, während östlich die Spree von Süden nach Norden durch das Naturschutzgebiet Schwarzberge und Spreeniederung fließt. Südlich ist der Beeskower Ortsteil Radinkendorf, westlich der Ortsteil Groß Rietz (ebenfalls zu Rietz-Neuendorf).

## Geschichte und Etymologie
Der Ort erschien erstmals im Jahr 1446 als Raßmesdorff und könnte sich von einer Person Raßmann bzw. Erasmus ableiten. Heinrich Berghaus beschrieb in seinem Landbuch der Mark Brandenburg und des Markgrafthums Nieder-Lausik, das der Ort „von Alters“ her der Familie von der Marwitz gehörte. Der Ortsname wechselte in den kommenden Jahrhunderten zu Ratzmannsdorf (1490), Raßmanßdurff (1496), Raszmeszdorff (1514), Raßmisdorff (1652), Rasmendorf (1663), Rusdorf (1750), Rasdorf oder Raasmannsdorf (1775) sowie Rasmannsdorf bzw. Rasdorf (1805). Im Schmettauschen Kartenwerk  von 1767 bis 1787 ist die Siedlung als Rastmansdorff verzeichnet. 1805 erschien der Ort als Rasmannsdorf im Werk Statistisch-topographische Beschreibung der gesammten Mark Brandenburg. Zweiter Band. Die Mittelmark und Ukermark enthaltend. Friedrich Wilhelm Bratring gab in seinem Werk an, dass in Dorf und Gut insgesamt 12 Feuerstellen existierten, und 92 Menschen insgesamt 92 Hufen bewirtschafteten. Im Ort wohnten sechs Kötter, ein Büdner sowie sechs Einlieger. Außerdem existierte ein Krug. Raßmannsdorf hatte zu keiner Zeit eine eigene Kirche, sondern war nach Sauen eingepfarrt. 1863 musste die Gemeinde 20 und das Gut 85 Taler an Abgaben entrichten. 1871 hatte Rassmannsdorf 98 Einwohner, die elf Wohngebäude bewirtschafteten. Mit Wirkung vom 1. April 1938 wurde Raßmannsdorf nach Neubrück eingemeindet und gelangte zur Zeit der DDR am 1. Juli 1950 in die neue Gemeinde Neubrück (Spree).

## Kultur und Sehenswürdigkeiten

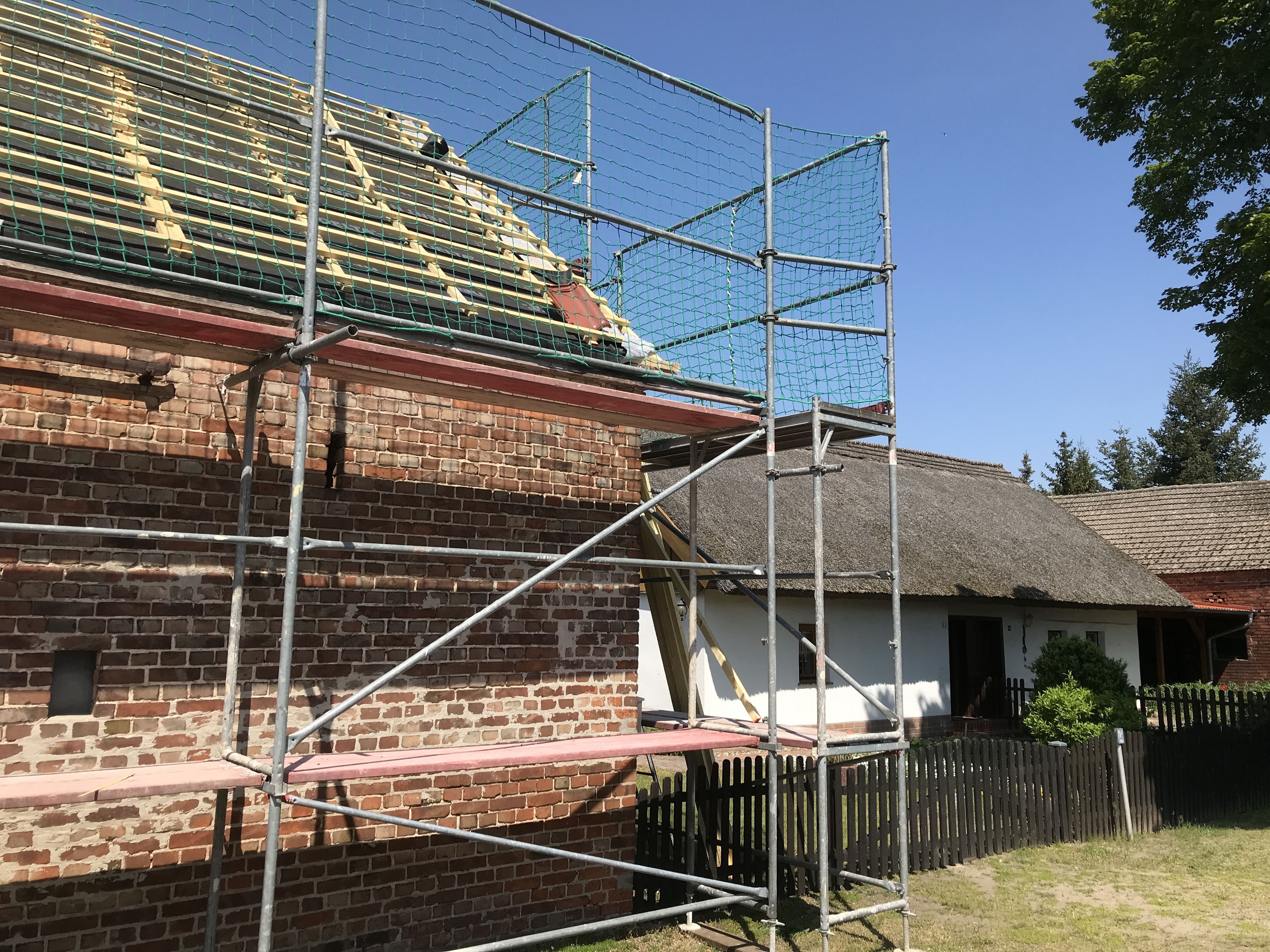
Raßmannsdorf 13

- Das Wohnhaus mit Stall und Scheune in der Straße Raßmannsdorf 13 steht unter Denkmalschutz.

## Wirtschaft und Infrastruktur

### Wirtschaft
Im Ort existieren neben einigen Handwerksbetrieben und Kleingewerbetreibenden eine Pension, die sich vornehmlich an Touristen richtet.

### Verkehr
Die Landstraße 411 verläuft als Raßmannsdorf in Nord-Süd-Richtung und ist die zentrale Verbindungsachse des Ortes. Der Busverkehr Oder-Spree verbindet den Ort über die Linie 403 mit Fürstenwalde/Spree und Beeskow.